# 아우구스타
아우구스타(라틴어: Augusta)는 아우구스투스의 여성형으로, 로마 제국의 황후나 기타 영예로운 여성에게 주어진 칭호이다.
아우구스타는 자신의 초상화가 새겨진 주화를 발행하거나 제국의 예복을 입으며 자신의 조정을 다스릴 수 있었다. 또한 3세기부터 마테르 세나투스(Mater Senatus)와 마테르 카스토룸(Mater Castrorum)라는 칭호도 받을 수 있었다.
클라우디우스의 아내인 율리아 아그리피나는 로마 역사상 최초의 황후로 남편과 아들과 함께 통치하며 여생 동안 아우구스타의 지위를 가졌다. 3세기에 율리아 돔나는 남편 셉티미우스 세베루스가 죽은 후 피아 펠릭스 아우구스타(Pia Felix Augusta)" 라는 칭호를 최초로 수여받았으며, 이 셀 수 없는 공적 지위와 명예를 지닌 그녀는 그의 아들과 함께 광범위한 군사 원정과 지방 순회를 다녔다.

## 같이 보기
- 아우구스투스 (칭호)

## 참고 문헌
- Bédoyère, Guy de la (2018). 《Domina: The Women Who Made Imperial Rome》. ISBN 9780300230307.
- Kazhdan, Alexander Petrovich, 편집. (1991). 《The Oxford Dictionary of Byzantium》. New York, New York and Oxford, United Kingdom: Oxford University Press. ISBN 0-19-504652-8.
- Langford, Julie (2013). 《Maternal Megalomania: Julia Domna and the Imperial Politics of Motherhood》. ISBN 9781421408484.
- Société française de numismatique et d'archéologie (1873). 《Comptes rendus de la Société française de numismatique et d'archéologie》 (프랑스어) IV. Paris.